# الخداد (لحج)
الخداد هي إحدى قرى الجمهورية اليمنية. وهي تتبع جغرافيًا لمحافظة لحج. وإداريًا لمديرية تبن. يبلغ تعداد سكانها 2510 نسمة حسب الإحصاء الذي جرى عام 2004.